# Kirdshali
Kirdshali (russisch Кирджали) ist eine Erzählung des russischen Nationaldichters Alexander Puschkin, die im Herbst 1834 entstand und im Dezember desselben Jahres in der Zeitschrift Biblioteka dlja tschtenija erschien. In der Berliner literarischen Wochenzeitschrift Magazin für die Literatur des Auslandes wurde im Januar 1835 unter dem Titel Kirdschali, der Räuber eine Übertragung ins Deutsche publiziert.

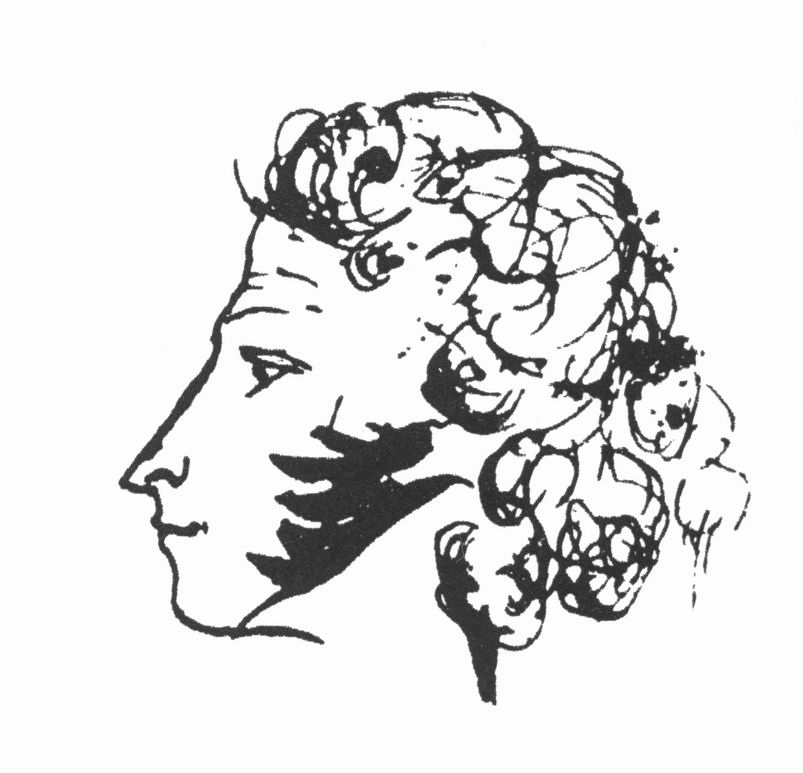
Selbstporträt 1829: Alexander Puschkin

## Historie
Schauplätze der Handlung sind Landschaften, die unter den Namen Fürstentum Moldau, Bessarabien und Gouvernement Bessarabien bekannt geworden sind. 
Nach dem letzten Russisch-Türkischen Krieg sind neun Jahre vergangen. Eigentlich wird das Wirken der Filiki Eteria ausgangs des darauf folgenden Türkenkrieges thematisiert.
Der Bulgare Georgi Kirdshali beteiligt sich 1821 an dem Aufstand der griechischen Hetäristen unter Führung Alexander Ypsilantis’ gegen die Türken. Der Aufstand scheitert. Die Verlierer fliehen nach Kischinjow.

## Inhalt
Kirdshali heißt Recke oder auch Draufgänger. Sein richtiger Name ist dem Ich-Erzähler nicht bekannt. Der etwa 30-jährige Kirdshali hatte mit dem Albaner Michailaki ein bulgarisches Dorf ausgeraubt und angezündet, bevor beider Bande sich Ypsilantis anschloss, ohne die Ziele der Hetärie zu kennen. Die Räuber wollten sich lediglich bereichern.
Freilich unterliegen in der Schlacht bei Sculeni siebenhundert Aufständische fünfzehntausend türkischen Reitern. Der in Jassy residierende Pascha fordert von den Russen die Auslieferung Kirdshalis. Polizeiliche Ermittlungen ergeben, der Räuber hält sich tatsächlich in Kischinjow auf. Kirdshali wird gefangen und ausgeliefert. Auf Befehl des Paschas soll der Gefangene gepfählt werden. Bis zur Hinrichtung wird Kirdshali von sieben Türken bewacht. Der Gefangene erzählt seinen aufhorchenden Bewachern von seinem Raubzug gemeinsam mit Michailaki und erfindet einen Schatz, den er neben jenem Dorf vergraben haben will. Als die Türken sich von Kirdshali zu dem Dorf führen lassen und das Phantom ausgraben wollen, überlistet der Gefangene seine Bewacher allesamt und treibt fortan in der Gegend um Jassy weiterhin sein Unwesen. Der Hospodar von Jassy ist ratlos.

## Rezeption
- Puschkin habe nicht gewusst, dass Kirdshali nach der oben zuletzt skizzierten Flucht wieder gefangen und am 24. September 1824 in Jassy erhängt wurde.
- Einen Auftritt Kirdshalis 1821 in Kischinjow hat der Dichter erlebt. Jahre später hat er Räuber-Anekdote sowie Historie des Scheitern Ypsilantis' meisterhaft verknüpft und glänzend erzählt.[3]

## Deutschsprachige Ausgaben
- Alexander S. Puschkin: Die Erzählungen. Aus dem Russischen übersetzt von Fred Ottow. 461 Seiten dtv, München 1993 (Lizenzgeber: Winkler, München). ISBN 3-423-02009-1[4]

### Verwendete Ausgabe
- Kirdshali. Eine Erzählung. Deutsch von Michael Pfeiffer. S. 291–300 in: Alexander Sergejewitsch Puschkin: Romane und Novellen (Bd. 4 in Harald Raab (Hrsg.): Alexander Sergejewitsch Puschkin: Gesammelte Werke in sechs Bänden). Aufbau-Verlag, Berlin und Weimar 1973 (4. Aufl., 504 Seiten)

## Anmerkung
1. ↑  Sculeni ist ein Vorort von Kischinjow.